# Пилюгинский сельсовет
Пилюгинский сельсовет — сельское поселение в Бугурусланском районе Оренбургской области Российской Федерации.
Административный центр — село Пилюгино.

## История
9 марта 2005 года в соответствии с законом Оренбургской области № 1895/321-III-ОЗ образовано сельское поселение Пилюгинский сельсовет, установлены границы муниципального образования.
26 июня 2013 года в соответствии с законом Оренбургской области № 1638/452-V-ОЗ в состав сельсовета включены населённые пункты упразднённого Кокошеевского сельсовета.

## Население
| 2010  | 2012  | 2013  | 2014  | 2015  | 2016  | 2017  |
| ----- | ----- | ----- | ----- | ----- | ----- | ----- |
| 2583  | ↘2492 | ↘2476 | ↗3142 | ↘3021 | ↘2990 | ↘2900 |
| 2018  | 2019  | 2020  | 2021  |       |       |       |
| ↘2848 | ↘2722 | ↘2685 | ↘2634 |       |       |       |

## Состав сельского поселения
| №  | Населённый пункт | Тип населённого пункта       | Население |
| -- | ---------------- | ---------------------------- | --------- |
| 1  | Безводовка       | деревня                      | 17        |
| 2  | Бурновка         | деревня                      | 50        |
| 3  | Веригино         | деревня                      | 28        |
| 4  | Выходный         | посёлок                      | 143       |
| 5  | Жуково           | деревня                      | 66        |
| 6  | Затоновский      | посёлок                      | 147       |
| 7  | Ивановка         | село                         | 245       |
| 8  | Кокошеевка       | село                         | 330       |
| 9  | Коптяжево        | село                         | 333       |
| 10 | Лукинка          | деревня                      | 100       |
| 11 | Новая Волынь     | посёлок                      | 1         |
| 12 | Новонагаткино    | деревня                      | 18        |
| 13 | Пилюгино         | село, административный центр | ↘1492     |
| 14 | Пчелиный         | посёлок                      | 0         |
| 15 | Рабочий          | посёлок                      | 154       |
| 16 | Резвый           | посёлок                      | 140       |
| 17 | Теребилово       | посёлок                      | 0         |
| 18 | Чабла            | деревня                      | 71        |

### Упразднённые населённые пункты
- Новогородецкая — упразднённая в 1999 году деревня.
- Старогородецкое — упразднённая в 1999 году деревня.

## Известные уроженцы
- Толстов, Архип Иванович (1900—1955) — советский военачальник, генерал-майор, участник 7-ми войн и боевых действий. Родился в селе Коптяжево.